# Jenifer Lewis

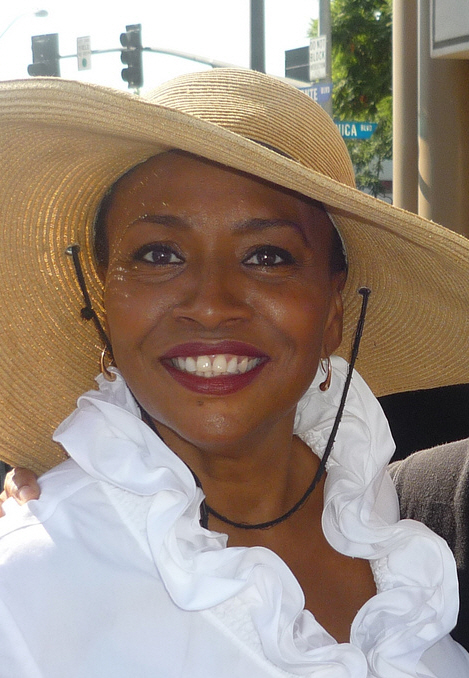
Jenifer Lewis (2008)

Jenifer Jeanette Lewis (* 25. Januar 1957 in Kinloch, Missouri) ist eine US-amerikanische Schauspielerin.

## Leben
Lewis begann ihre Schauspielkarriere 1979 am Broadway in einer kleinen Rolle von Eubie Blakes Bühnenwerk Eubie!. Anschließend spielte sie in dem Musical Dreamgirls unter der Regie von Michael Bennett, der sie später aber durch Jennifer Holliday ersetzte, als das Stück am Broadway aufgeführt werden sollte. Lewis arbeitete dann als Hintergrundsängerin für Bette Midler und debütierte dabei vor einer Filmkamera, als sie bei Bette Midlers HBO-Specials mitwirkte. Infolgedessen durfte sie Ende der 1988 auch in einer kleinen Rolle in dem Film Freundinnen (Beaches) erste Filmerfahrungen sammeln. Gleichzeitig entwickelte sie ihre erste autobiografische Komödie The Diva Is Dismissed, welche sie anfangs in Kabaretts später Off-Broadway präsentierte.
1988 zog die Künstlerin nach Los Angeles, wo ihre Karriere kurzzeitig ins Stocken geriet. Erst 1992 konnte sie in einer kleinen Nebenrolle des Films Sister Act – Eine himmlische Karriere wieder für Aufmerksamkeit sorgen, so dass sie in der Folgezeit weitere interessante Filmangebote erlangte. 1994 spielte sie die Mrs. Coleman in Mr. Bill an der Seite von Danny DeVito. In der Serie Der Prinz von Bel-Air war Lewis wiederkehrend neben Will Smith als Tante Helen zu sehen. Es folgten weitere Rollen in Filmen und Fernsehserien, so die Hauptrolle der Lana Hawkins in Strong Medicine: Zwei Ärztinnen wie Feuer und Eis, die sie von 2000 bis 2006 spielte.
2018 wurde sie in die Academy of Motion Picture Arts and Sciences berufen, die jährlich die Oscars vergibt.
2023 erhielt sie in den USA eine Goldene Schallplatte für die Single Dig a Little Deeper aus dem Film Küss den Frosch.
Von März bis April 2024 nahm Lewis als Miss Cleocatra an der elften Staffel der US-amerikanischen Version von The Masked Singer teil, in der sie den siebten Platz erreichte. In der zwölften Staffel präsentierte sie mehrere Hinweise zur Identität der Kandidatin Woodpecker (Marsai Martin).

## Filmografie (Auswahl)
- 1988: Freundinnen (Beaches)
- 1991–1996: Der Prinz von Bel-Air (The Fresh Prince of Bel-Air, Fernsehserie, 8 Folgen)
- 1994: Friends (Fernsehserie, Folge 1x03)
- 1992: Sister Act – Eine himmlische Karriere (Sister Act)
- 1994: Mr. Bill (Renaissance Man)
- 1994: Corrina, Corrina
- 1995: Panther
- 1996: Rendezvous mit einem Engel (The Preacher’s Wife)
- 1999: Eve und der letzte Gentleman (Blast from the Past)
- 2000: Cast Away – Verschollen (Cast Away)
- 2000: Die Little Richard Story (Little Richard)
- 2000–2006: Strong Medicine: Zwei Ärztinnen wie Feuer und Eis (Strong Medicine, Fernsehserie)
- 2006: Cars (Stimme)
- 2007: Who’s Your Caddy?
- 2007–2008: Boston Legal (Fernsehserie, 2 Folgen)
- 2009: Not Easily Broken
- 2010: Hereafter – Das Leben danach (Hereafter)
- 2011: Cars 2 (Stimme)
- 2011: Five (Fernsehfilm)
- 2012: Denk wie ein Mann (Think Like a Man)
- 2014: Liebe im Gepäck (Baggage Claim)
- 2014: Secrets of the Magic City
- 2014: Denk wie ein Mann 2 (Think Like a Man Too)
- 2014–2022: Black-ish (Fernsehserie)
- 2015: Die Trauzeugen AG (The Wedding Ringer)
- 2016: It Had to Be You (Fernsehfilm)
- 2017–2021: Baymax – Robowabohu in Serie (Big Hero 6: The Series Fernsehserie, Stimme)
- 2019: Elena von Avalor (Elena of Avalor, Fernsehserie, 2 Folgen, Stimme)
- 2022: Grown-ish (Fernsehserie, 2 Folgen)
- 2023: Die verrückte Geschichte der Welt, Teil II (History of the World, Part II, Fernsehserie, 1 Folge)
- 2024: Night Court (Fernsehserie, 1 Folge)
- 2024: Noch nicht ganz tot (Not Dead Yet, Fernsehserie, 2 Folgen)